# Arenápolis
Arenápolis is een gemeente in de Braziliaanse deelstaat Mato Grosso. De gemeente telt 9.903 inwoners (schatting 2009).